# NGC 7703
NGC 7703 (другие обозначения — PGC 71797, UGC 12676, MCG 3-60-4, ZWG 455.16) — линзообразная галактика (S0) в созвездии Пегас.
Этот объект входит в число перечисленных в оригинальной редакции «Нового общего каталога».